# Johann Joseph Kunzmann
Johann Joseph Kunzmann (* 7. Juli 1773 in Sauersack; † 25. Oktober 1826 ebenda) war ein böhmischer k. k. privilegierter Spitzenhändler, Fabrikant, Großhändler und Unternehmer.

## Biografie
Kunzmann wurde als jüngstes Kind des Spitzenhändlers Christian Kunzmann (1734–1791) und dessen Ehefrau Christliba, geb. Renn (1736–1806), der Tochter des Müllermeisters Anton Renn (1695–1770), in Sauersack Hausnummer 24 geboren. 1812 übernahm Kunzmann den Spitzenbetrieb seines kinderlosen Schwagers Franz Anton Gottschald (1763–1813). Teilhaber wurde sein Neffe, der Spitzenhändler Anton Korb aus Breitenbach. Als Gesellschafter fungierte dessen Schwager, der Großhändler und Blaufarbenwerksbesitzer Felix Kerl aus Platten. Mit großer Tätigkeit führten sie das im Jahre 1780 (anderen Angaben zufolge bereits 1750) gegründete Unternehmen unter dem Namen k. k. priv. Spitzenfabrik Anton Gottschald & Comp. fort. 1820 waren in der Firma bereits 8561 Heimarbeiter auch aus den benachbarten Orten St. Joachimsthal, Graslitz, Neudek, Sauersack usw. beschäftigt. Die k. k. privilegierte Spitzenfabrik stieg zum bedeutsamsten Unternehmen für die Erzeugung von Spitzen auf. Die Erzeugnisse wurden nach Wien, Graz, Pest und anderen Orten der k. k. Monarchie bis über die Grenzen hinaus nach Sachsen abgesetzt. Nach seinem Tode übergingen die Befugnisse als Gesellschafter auf seine Witwe Ludmilla Kunzmann und nach deren Tode auf den jüngsten Sohn Joseph Kunzmann über. Sein Enkel war der Spitzenfabrikant, Bezirksobmann, Bürgermeister und Ehrenbürger der Stadt Neudek Karl Kunzmann (1842–1918).

## Familie
Kunzmann heiratete am 9. Juli 1794 in Hirschenstand die Spitzenhändlerstochter Ludmilla Susanna Gottschald (* Februar 1774 in Hirschenstand; † 12. Dezember 1843 in Sauersack). Aus dieser Ehe gingen folgende Kinder hervor:
- Johann Peter (* 26. September 1794 in Sauersack), Bürger und Spitzenhändler in Platten; ⚭ 1817 in Platten mit Maria Anna Hartzer.

- Theresia (* 9. September 1796 in Sauersack; † 5. Oktober 1815 ebenda)

- Anton (* 4. Juli 1799 in Sauersack)

- Kaspar (* 5. Oktober 1807 in Sauersack; † 25. Januar 1809 ebenda)

- Joseph (* 15. Februar 1812 in Sauersack; † 9. August 1812 ebenda)

- Kaspar Joseph (* 6. Juli 1814 in Sauersack; † 20. Juni 1873 in Wien), Spitzen- und Weißwarenfabrikant in Wien; ⚭ 1835 in Platten mit Maria Anna Karolina Kerl.